# Lương Hòa, Vĩnh Long
Lương Hòa (Làng Moncada) là một xã thuộc tỉnh Vĩnh Long, Việt Nam.

## Địa lý
Xã Lương Hòa có vị trí địa lý:
- Phía đông giáp xã Châu Hòa và Giồng Trôm.
- Phía tây giáp phường Phú Khương và xã Lương Phú.
- Phía nam giáp xã Phước Long.
- Phía bắc giáp phường Phú Tân; giáp xã Châu Hưng với ranh giới là sông Ba Lai.

Xã Lương Hòa có diện tích 37,48 km², dân số năm 2025 là 25.940 người, mật độ dân số đạt 692 người/km².

## Lịch sử
Ngày 16 tháng 6 năm 2025, Ủy ban Thường vụ Quốc hội ban hành Nghị quyết số 1687/NQ-UBTVQH15 về việc sắp xếp các đơn vị hành chính cấp xã của tỉnh Vĩnh Long năm 2025. Theo đó, sắp xếp toàn bộ diện tích tự nhiên, quy mô dân số của xã Lương Hòa và Phong Nẵm thành xã mới có tên gọi là xã Lương Hòa.
Sau khi sáp nhập, xã Lương Hòa có 37,48 km² diện tích tự nhiên và dân số 25.940 người.

## Địa điểm tham quan
- Khu lưu niệm Nguyễn Thị Định (Đường tỉnh 885, xã Lương Hòa, huyện Giồng Trôm, tỉnh Bến Tre).